# Gymnodiptychus
Gymnodiptychus is een geslacht van straalvinnige vissen uit de familie van karpers (Cyprinidae).

## Soorten
- Gymnodiptychus dybowskii (Kessler, 1874)
- Gymnodiptychus integrigymnatus Mo, 1989
- Gymnodiptychus pachycheilus Herzenstein, 1892